# Lech (gmina)
Lech – gmina w Austrii położona w kraju związkowym Vorarlberg, w powiecie Bludenz. Leży na granicy Alp Algawskich i pasma Lechquellengebirge. Jest znaną bazą narciarską i ośrodkiem sportowym.  W skład gminy wchodzi łącznie 14 miejscowości. Liczy 1530 mieszkańców (1 stycznia 2015).

## Galeria

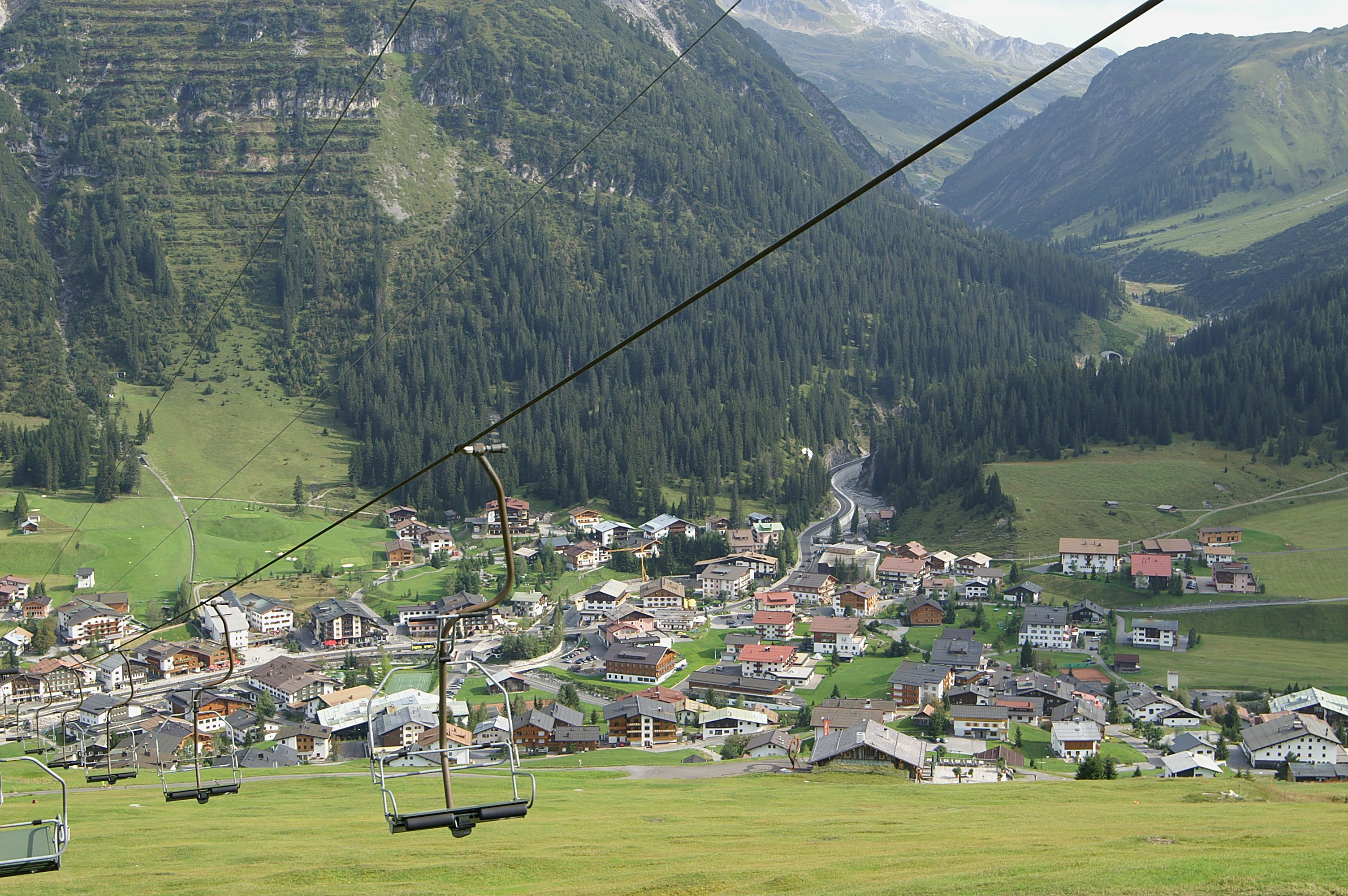
Lech latem
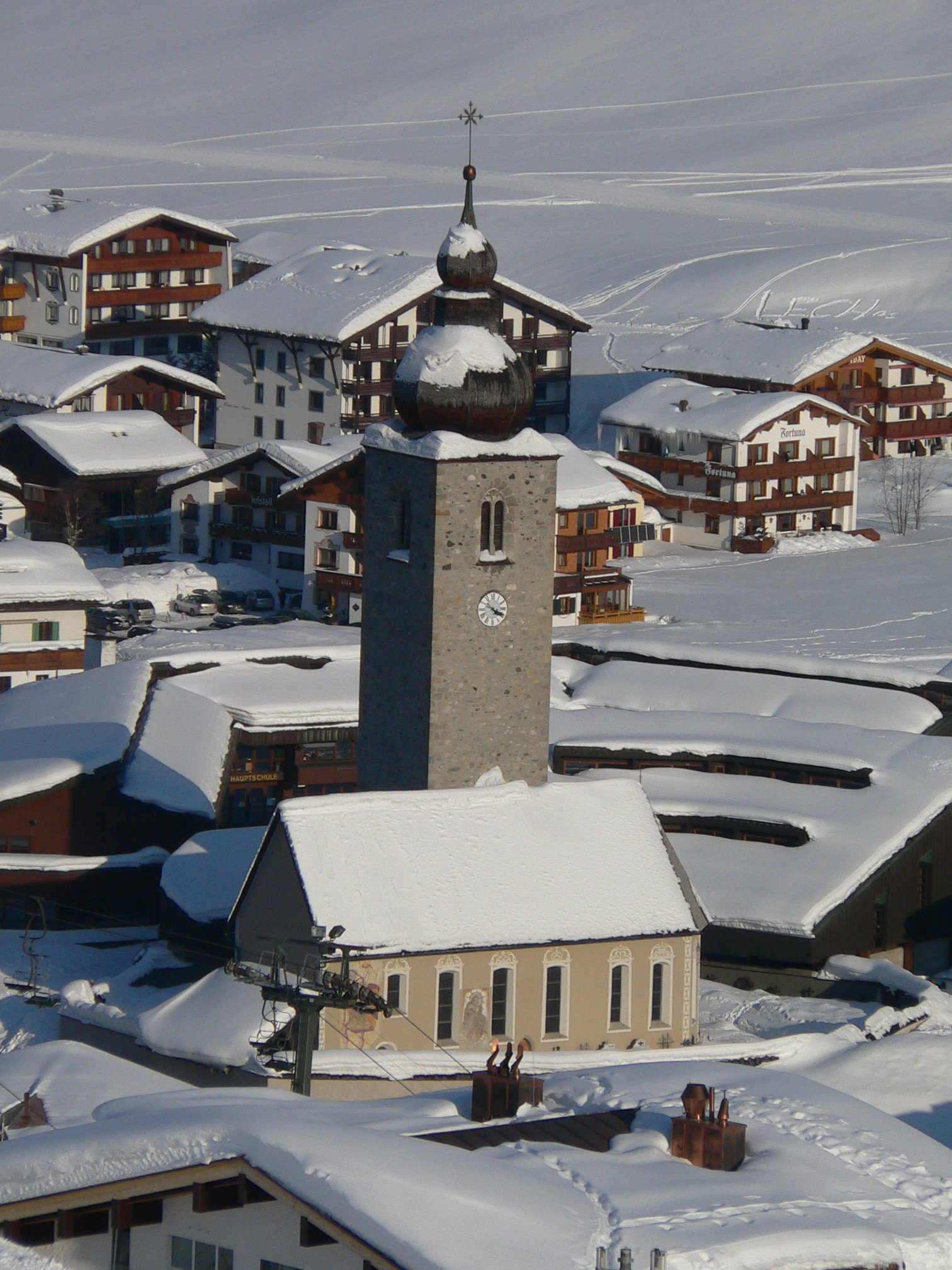
Kościół pw. św. Mikołaja (St Nikolaus)
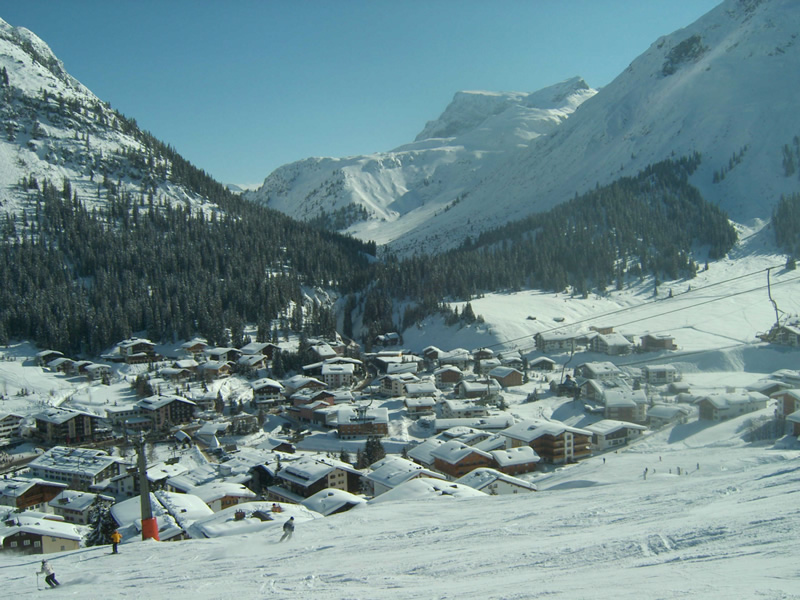
Lech zimą

## Współpraca
Miejscowości partnerskie:
- Beaver Creek Resort, Stany Zjednoczone
- Hakuba, Japonia
- Kampen (Sylt), Niemcy